# Nair Cândia
Nair de Cândia Alem (Jacareí, São Paulo, 14 de fevereiro de 1952) é uma cantora de música popular brasileira. Sua parceria mais profícua é com o músico Jaime Alem.
Nos anos 80 chegou a compor para o grupo Os Abelhudos ficando entre as doze primeiras colocadas no Festival dos Festivais com a música "O Dono da Terra" .

## Discografia

### Álbums[2]
- Jaime* & Nair* - Jaime & Nair  3 versões - 1974
- Jaime Alem & Nair De Candia - Amanheceremos ‎(LP) - 	1979
- Singles & EPs
- Jayme Alem* E Nair De Candia - Cinzel De Ouro | Matos E Minas  - 1979

### Outras composições[3]
- 1990 - O Dono da Terra - Renato Corrêa / Nair Cândia - LP - "OS MAIORES SUCESSOS " - Os Abelhudos
- 1987 - Eternamente Criança - Jaime Além / Nair Cândia - LP "PATRULHA DO CORAÇÃO" - Os Abelhudos
- 1985 - O Dono da Terra - Renato Corrêa / Nair Cândia - LP - "OS ABELHUDOS" - Os Abelhudos
- 1985 - O Dono da Terra - Renato Corrêa / Nair Cândia - LP - "FESTIVAL DOS FESTIVAIS - AS 12 MÚSICAS CLASSIFICADAS" - Os Abelhudos

## Em seu trabalho com Jaime Alem[4]=
- Nair Cândia: Voz
- Jaime Alem: Voz, Violão

Músicos de apoio
- Jota Moraes: Piano acústico e elétrico
- Bilinho: Guitarra
- Jorjão: Baixo
- Ari Piassarollo: Guitarra
- Jurim Moreira: Bateria
- Elber Bedaque: Bateria,
- Percussão
- Cidinho: Percussão

Sua Música  e composições estão presente também na participação dela em seus shows  e do grupo "Os Abelhudos". O Grupo "Os Abelhudos" fizeram parte do DVD "O MELHOR DA FESTA PLOC 80'S VOL.2" , Cuja música apresentada por eles é a que a cantora os consagrou, composta por ela e  Renato Corrêa "O Dono Da Terra" (Faixa ¨6 do DVD) que fez muito sucesso nos anos 80.